# 伊雑宮
伊雑宮（いざわのみや、正式名：伊雜宮）は、三重県志摩市磯部町上之郷にある神社。式内社（大社）論社で、志摩国一宮。
皇大神宮（伊勢神宮内宮）の別宮の一社。度会郡大紀町の瀧原宮とともに、「天照大神の遙宮（とおのみや）」と呼ばれる。2013年（平成25年）の年間参拝者数は93,267人。

## 社名について
「いぞうのみや」「いぞうぐう」とも呼ばれるほか、「磯部の宮」・「磯部の大神宮さん」とも呼ばれる。
「伊雜宮」と書くのが正式だが、「雜」は常用漢字体で「雑」と表記することが多い（本項では後者を用いる）。

## 概要
伊雑宮は内宮（皇大神宮）別宮で、内宮背後の島路山を越えた志摩市磯部町上之郷にある。伊勢神宮別宮14社のうち伊勢国外のものは伊雑宮（志摩国）のみ。また神田を持つ唯一の別宮である。この神田（約1650平方メートル）で行われる御田植祭（6月24日）は、日本三大御田植祭（伊雑宮・香取神宮・住吉大社）として有名で、1990年に国の重要無形文化財に指定されている。
当宮は、10社ある内宮別宮の中で荒祭宮、月讀宮、瀧原宮に次ぐ順位とされる。
一般に、伊雑宮を志摩国一宮とする。しかし、志摩国一宮は鳥羽市の伊射波神社（いざわじんじゃ）とする異論もある。志摩一円の漁業関係者の信仰があつく、特に漁師・海女は「磯守（海幸木守）」を受け、身につけて海に入るのが風習とされる。
明治以降、式年遷宮のためのお木曳行事が伊勢神宮に準じ20年に一度行われる。正宮では1年次と2年次の2回であるのに対し、瀧原宮と伊雑宮の別宮2社では1年次のみである。第62回神宮式年遷宮の伊雑宮御木曳は2006年（平成18年）4月16日に催された。第61回までは志摩市の磯部地域内のみだったが、合併による志摩市誕生により、この第62回では同市中心部の阿児地域内でも初めて曳かれることとなった。お白石持は2014年（平成26年）11月22日に、遷御は同年11月28日午後8時にそれぞれ執行された。
他の境外別宮と同様、神職が参拝時間内に常駐する宿衛屋（しゅくえいや）があり、お札・お守りの授与や、神楽や御饌の取次ぎを行なう。
鳥居前町には鰻料理店・中六や神武参剣道場、伊雑宮のおもてなし処・御師の家などがある。

## 祭神
- 天照坐皇大御神御魂（あまてらしますすめおおみかみのみたま）

804年（延暦23年）の『皇太神宮儀式帳』では天照大神御魂とされる。中世から近世の祭神には諸説あり、中世末以降は伊雑宮神職の磯部氏の祖先とされる伊佐波登美命と玉柱命（または玉柱屋姫命）の2座を祀ると考えられた。
　伊雑宮御師である西岡家に伝わる文書において、祭神「玉柱屋姫命」は「玉柱屋姫神天照大神分身在郷」と書かれる。同じ箇所に「瀬織津姫神天照大神分身在河」とある。両神はつまるところ同じ神であると記されている。明治以降、伊雑宮の祭神は天照大神御魂一柱とされる（神宮要綱）。

## 歴史
鎌倉時代成立とみられる『倭姫命世記』によると、伊勢神宮の内宮を建立した倭姫命が神宮への神饌を奉納する御贄地（みにえどころ）を探して志摩国を訪れた際、伊佐波登美命が出迎えた当地を御贄地に選定して伊雑宮を建立したとされる。神宮ではこの説を採るが、一般には『倭姫命世記』が史書とされないこと、また該当箇所は伊雑宮神官が後世に加筆したとされることから、創建は不詳とすべきである。また、近世以前の志摩国では、伊雑宮周辺の土地のみが水田による稲作に適したことから当社が成立したとする説や、志摩国土着の海洋信仰によるとする説などあるが、定説ではない。
804年（延暦23年）の『皇太神宮儀式帳』及び927年（延長5年）の『延喜太神宮式』に、「天照大神の遙宮（とおのみや）」と記載があるため、それ以前から存在したとわかる。
平安時代末期の治承・寿永の乱（源平合戦）では、伊勢平氏の地盤だった伊勢国への源氏勢の侵攻が予想され、伊勢志摩両国を平家が警備した。養和元年（1181年）1月、伊雑宮は源氏の味方となった紀伊の熊野三山の攻撃を受け、本殿を破壊され神宝を奪われてしまう。熊野三山の勢力はさらに山を越えて伊勢国に攻め込むが、反撃を受け退却した。1159年の平治の乱では平家に味方した熊野三山が、治承・寿永の乱では源氏に味方した理由として、当時の熊野三山と対立した伊勢神宮を平家が優先したためとされるが、この事件により、神職が権力者の庇護を得るために歴史の捏造を行ったとする説がある。
さらに、国司の力が衰えると伊雑宮の神領は神官の警護役であった物部氏の支族である的矢氏によって管理されるようになるが、戦国時代に的矢氏は九鬼浄隆によって滅亡、神領のあった磯部地域は混乱、伊雑宮は神領を失い困窮し、神職らは幕府や朝廷に再興を願い出るがうまく行かず、神社の神格の高さを主張し始める。
江戸時代には伊雑宮の神職が中心となり伊雑宮を本来の内宮とする偽書を作成し、先代旧事本紀大成経事件の舞台となる。

## 境内
本殿は内宮に準じ、内削ぎの千木と、偶数の6本の鰹木を持つ、萱葺の神明造。本殿周囲にある瑞垣と玉垣にはそれぞれの門がある。

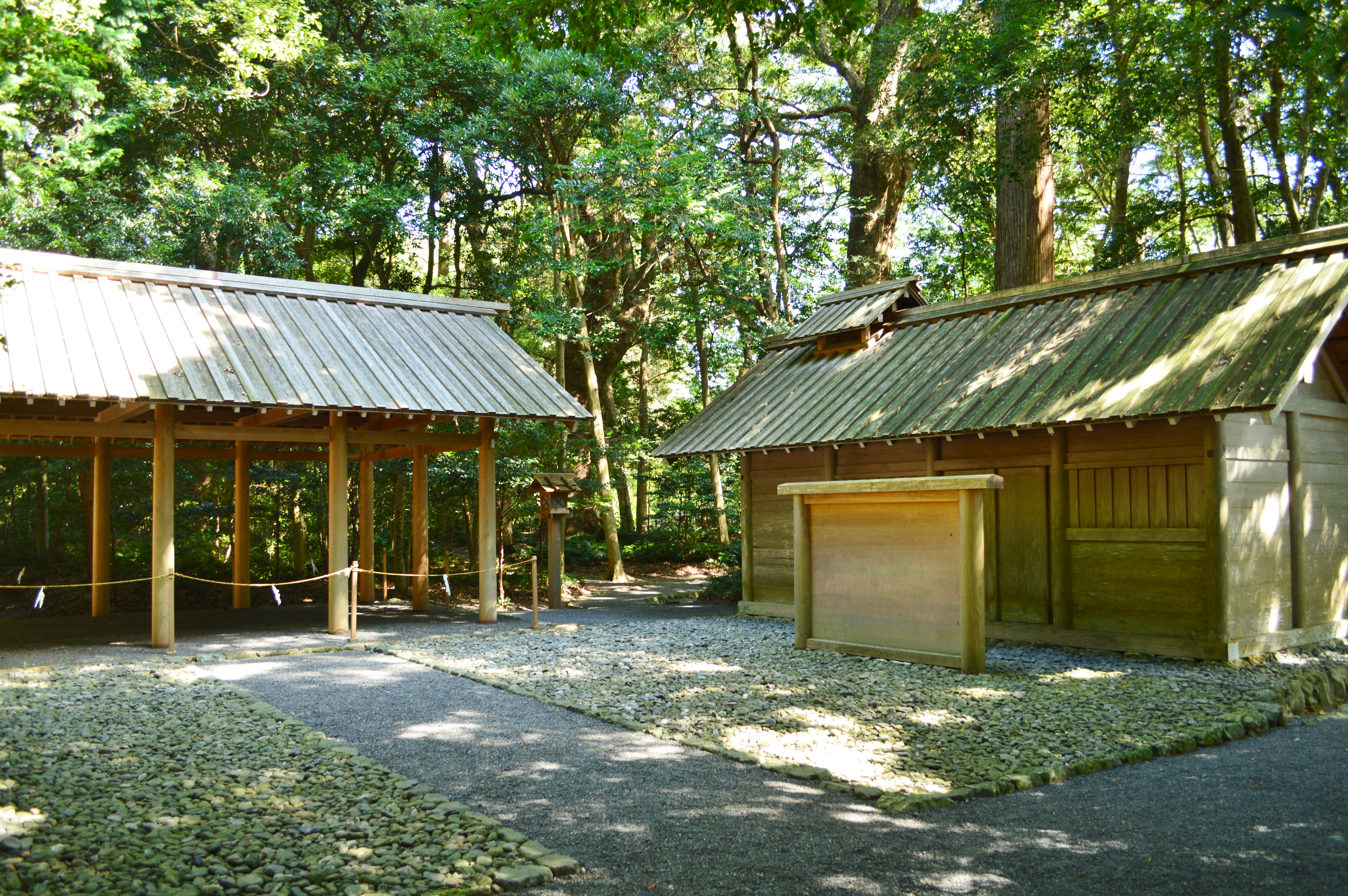
祓所・忌火屋殿
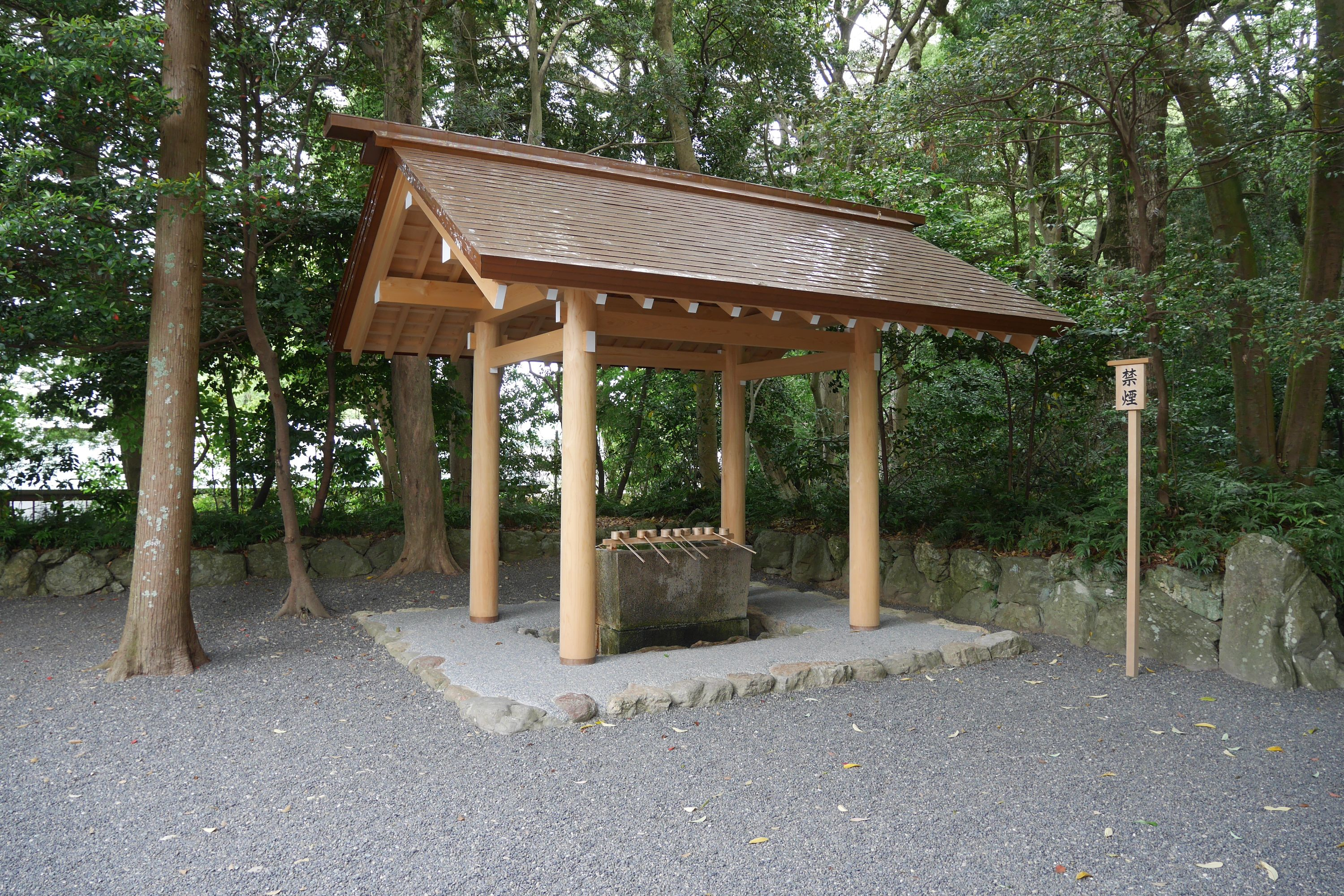
手水舍
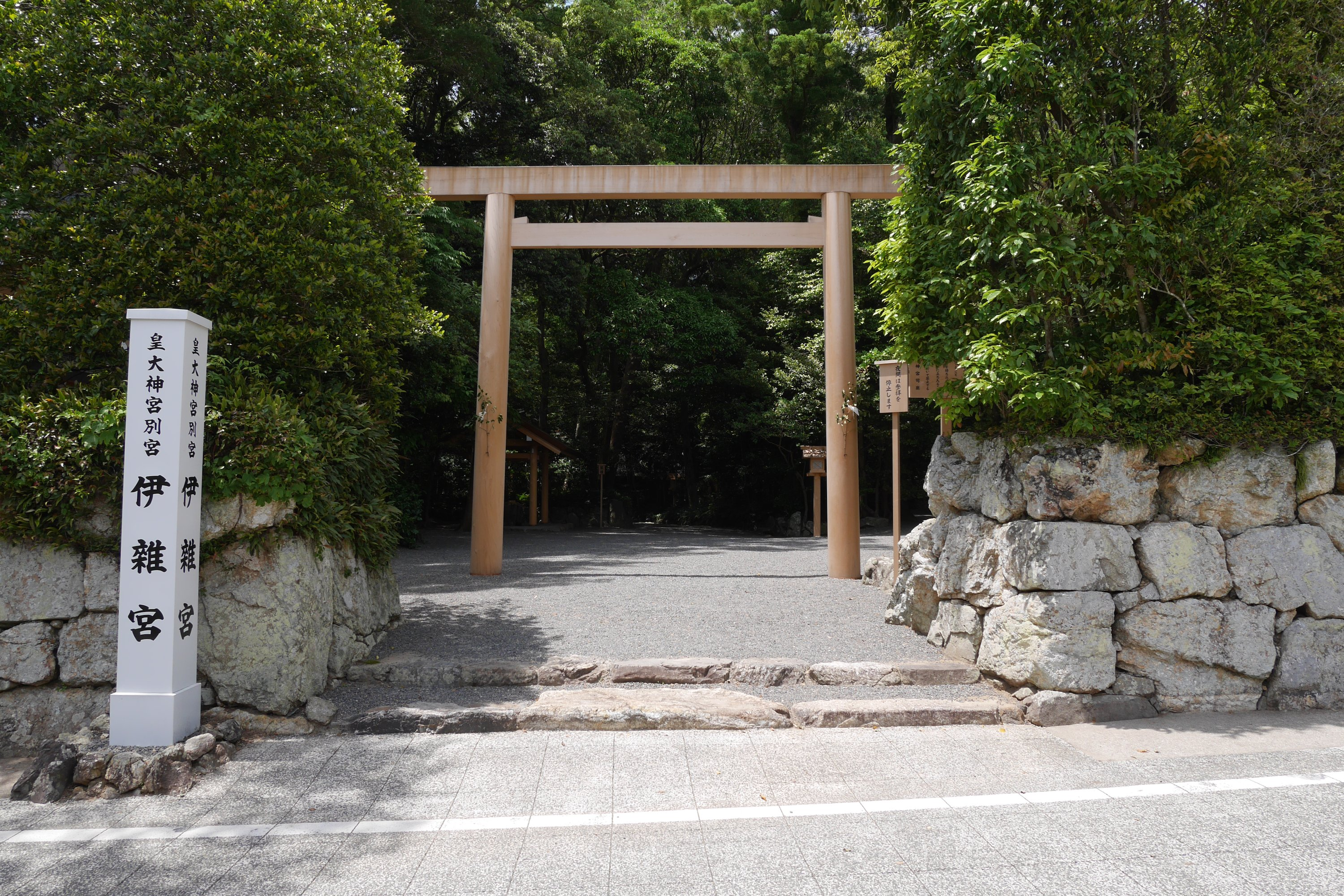
鳥居
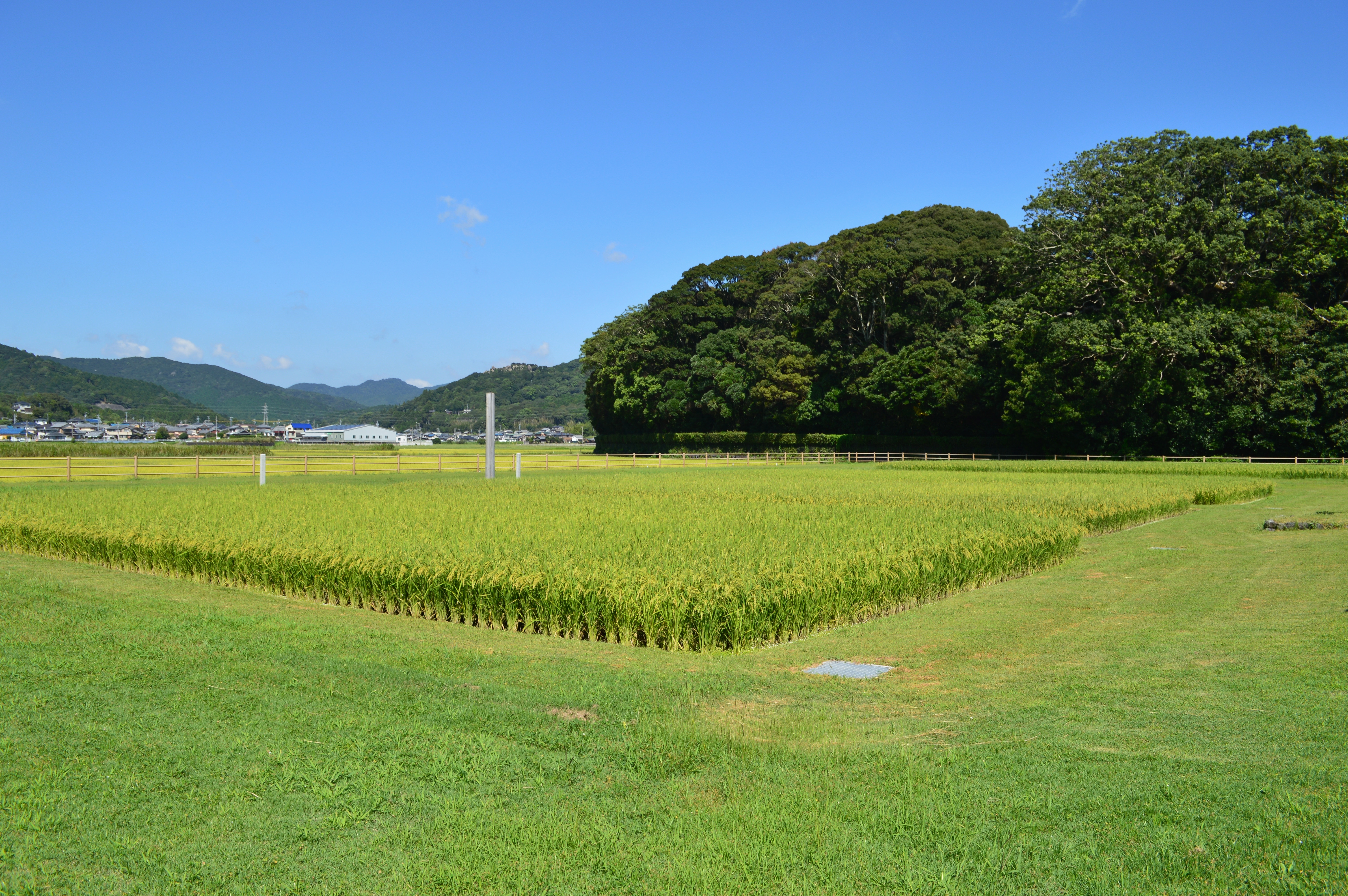
神田

## 境外所管社

### 佐美長神社

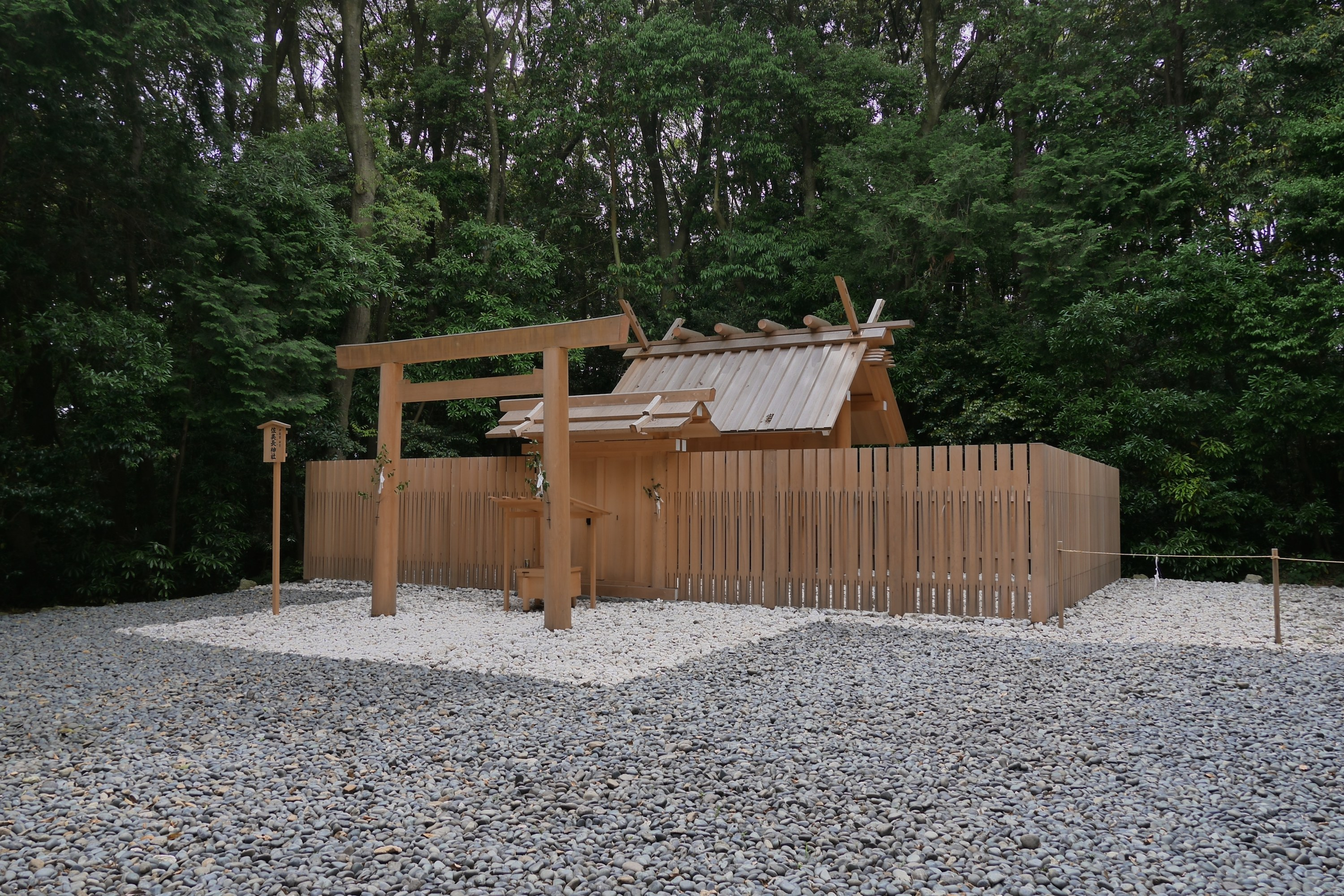
伊雑宮境外所管社 佐美長神社

境外所管社の佐美長神社（さみながじんじゃ、志摩市磯部町恵利原（北緯34度22分31秒 東経136度48分13秒 / 北緯34.37528度 東経136.80361度））は、鳥羽志勢広域連合本部前にある。
佐美良神社の記載がある史料がいくつかあるが、佐美長神社の誤記とされる。『倭姫命世記』に、稲穂をくわえた鶴を「大歳神」として祀ったと記載される。ただし、『倭姫命世記』は内容の真偽に問題があるため、由緒不明とすべきである。なお、この「鶴の穂落とし」伝説に基づき、「穂落社」・「穂落宮（ほおとしみや）」とも呼称される。
祭神
- 大歳神（おおとしのかみ）。五穀豊穣の神とされる。

境内
社殿は36段ある石段を上った所にある。手水舎は石段の下にあるが、通常は蓋がされている。
- 社殿 - 内宮に準じ内削ぎの千木と偶数の4本の鰹木を持つ板葺の神明造である。門のある瑞垣が配される。
- 佐美長御前神社（さみながみまえじんじゃ） - 4社の祠。祭神：佐美長御前神（さみながみまえのかみ）

歴史
- 804年（延暦23年） 『皇太神宮儀式帳』に初めて名前が出る。
- 1228年（安貞2年） 『安貞二年内宮遷宮記』に「大歳神社」と記載。
- 江戸時代初期 天照大神の魂を祀る「荒祭宮（あらまつりのみや）」であると事実を捏造。
- 1759年（宝暦9年） 『伊勢両宮別宮摂末社』に「内宮末社」と記載。
- 1871年（明治4年） 旧称の佐美長神社に改称。

## 参道

### 御幸道
伊雑宮と佐美長神社を結ぶ御幸道（ごこうみち）は、神が両社を行き来する道とされる。
『磯部郷土史』によれば、倭姫命が天照大神を奉戴して志摩の地を遍歴した際に通った道とされる。現在の国道167号と三重県道61号磯部大王線の一部に相当する。

## 祭事
皇大神宮に準じた祭事が行なわれ、祈年、月次、神嘗、新嘗の諸祭には皇室からの幣帛（へいはく）がある。固有の特殊祭典として、御田植式（おたうえしき）が料田（神田）で行われる。

### 御田植式
伊雑宮に奉納する米の田植えを毎年6月24日に行なう御田植式は、香取神宮・住吉大社とあわせて日本三大御田植祭とされる。御田植式での伝承芸能は、磯部の御神田（いそべのおみた）として1971年（昭和46年）に三重県の無形文化財に、1990年（平成2年）には国の重要無形民俗文化財に指定された。
倭姫命世記の記述から平安時代後期には行われていたともされるが、定かではない。信頼性の高い記録では鎌倉時代の1280年（弘安3年）の記録が神宮文庫に残されている。
1871年（明治4年）の廃藩置県により、伊雑宮の料田が国有化され、翌1872年（明治5年）からは御田植式ができなくなり廃止されたが、磯部の住民の希望により1882年（明治15年）に虫除祈念の名目で再開された。大正の中ごろに料田を縦断する道路整備計画が決定したため、近隣の住民から新しい料田が寄贈された。

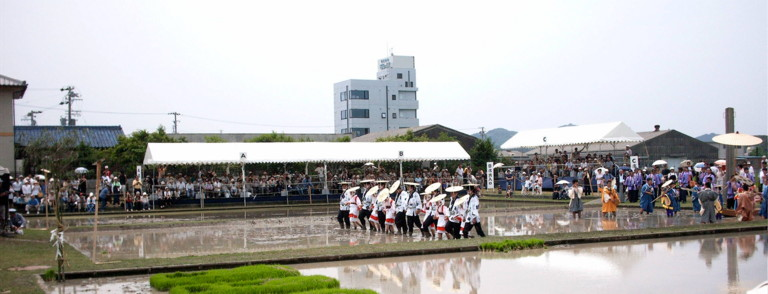
御田植祭
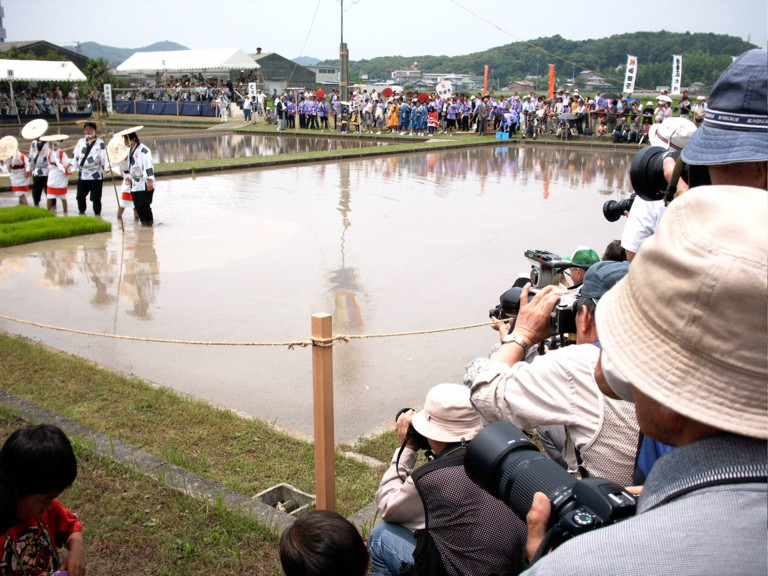
御田植祭

## 文化財

### 重要無形民俗文化財（国指定）
- 磯部の御神田 - 1990年（平成2年）3月29日指定[8]。

## 伊雑宮に関する伝説
龍宮伝説
伊雑宮の周囲に、浦島太郎や海女が龍宮へ行ったという伝説がいくつかある。それぞれ細部は異なるが、基本的に伊雑宮の宝物の一つに玉手箱があり、海女が持ち帰ったとされ、その中身は蚊帳で、不幸が続くため伊雑宮に納めたとする部分は一致する。なお、伊雑宮へ蚊帳を納めたのちも不幸が続いたとする話が多い。
七本鮫と龍宮伝説
御田植え祭の日に、七匹の鮫が的矢湾から川を遡って伊雑宮の大御田橋までのぼると云われる。この七本鮫は伊雑宮の使いと云われ、また龍宮の使いと伝える説もある。七本のうち一本は殺され、今は六本とされる。大御田橋からは蟹や蛙に化身して伊雑宮に参詣するともされる。またこの日は志摩の海女たちは海に入ることを忌み、伊雑宮に参詣する。
その他
志摩市阿児町安乗の安乗崎沖の岩礁（大グラ）近くの海底に鳥居に似た岩があり、伊雑宮の鳥居だったといわれる。

## 崇敬団体
志摩市内の崇敬者を中心に、伊雑宮奉賛会が結成されている。伊雑宮は漁業に従事する信仰者が多い。御田植式は、伊雑宮周辺の7地区の住民が交代で奉仕する。

## 現地情報
所在地
- 三重県志摩市磯部町上之郷

交通アクセス
- 鉄道：近鉄志摩線 上之郷駅（徒歩約5分）
- バス：三重交通「川辺（かわなべ）」バス停（徒歩約10分）
- 車
  - 一般国道：国道167号から約200m
  - 最寄IC：伊勢自動車道 伊勢IC（約20km）
  - 駐車場：約20台分の駐車場があり、隣接する御神田の前にも駐車できる。